# Гангтей-гомпа
Гангтей-гомпа (Монастырь гомпа Гангтен, тиб. སྒང་སྟེང་གསང་སྔགས་ཆོས་གླིང་) — известный монастырь школы ньингма тибетского буддизма, расположенный в одноимённой деревне Гангтей-гонпа в Центральном Бутане в ледниковой долине Пхобжикха под перевалом Пеле-Ла, самый большой монастырь школы ньингма в Бутане. Монастырь и долина принадлежат дзонгхагу Вангди-Пходранг, а к востоку за перевалом находится дзонгхаг Тонгса.

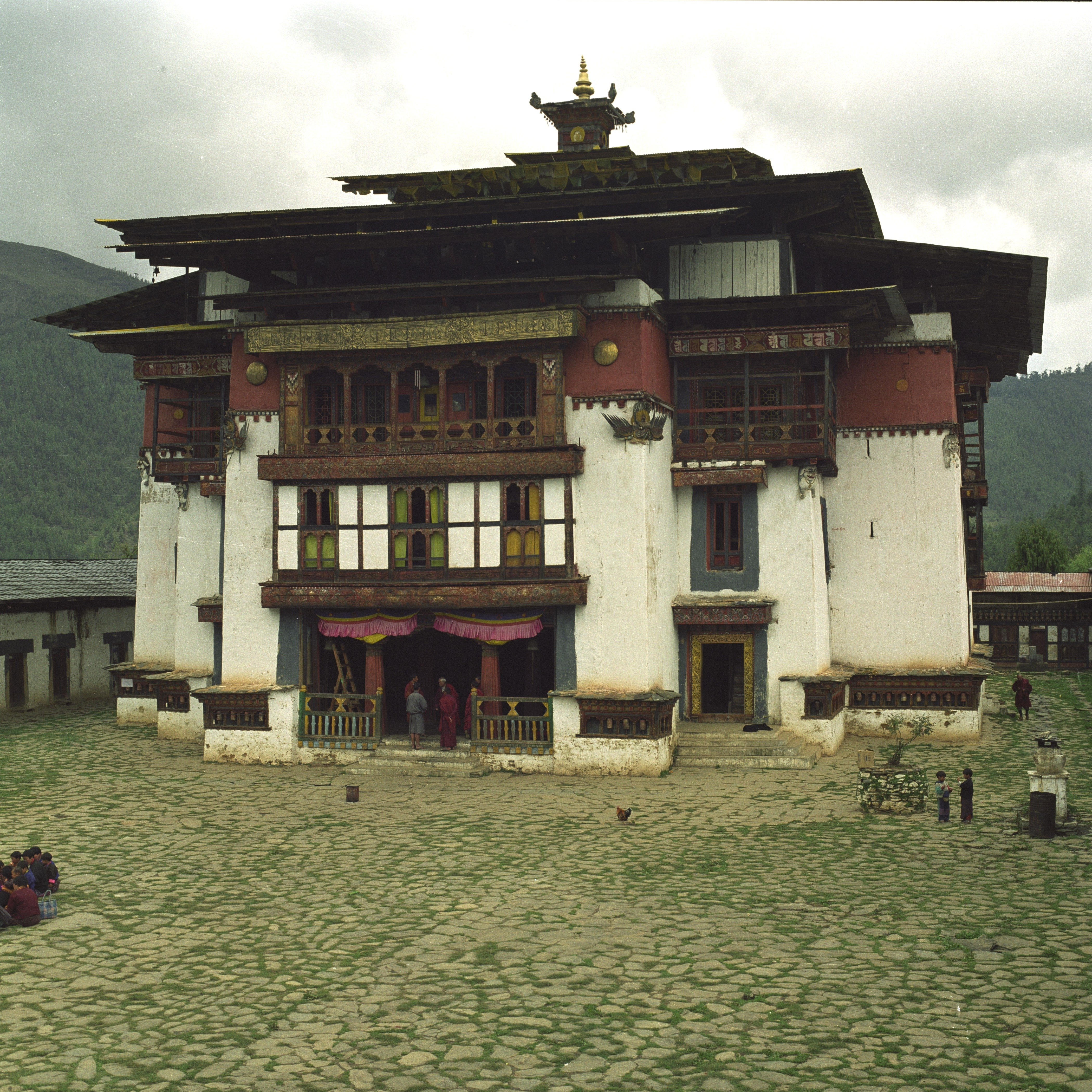
Гангтей-гомпа в 2001 до реставрации

Долина — уникальный уголок природы, знаменита также редкими журавлями с чёрной шеей, которые здесь останавливаются.
Монастырь основал Гьялсе Пема Тинлей, умерший около 1640, внук знаменитого бутанского учителя Пемы Лингпа (1450—1521). Сейчас монастырь находится в собственности Гангтен Тулку Римпоче , перерожденца Пемы Лингпа и открыт для ограниченного посещения туристами. Монастырь владеет огромной коллекцией буддийских манускриптов, в том числе 100-томным Канджуром.

## Настоятели монастыря
1. Гьялсе Пема Тинлей[бенг.] (Gyalsé Pema Thinley, རྒྱལ་སྲས་པདྨ་ཕྲིན་ལས) — (1564—1642)
2. Тензин Легпе Дёндруп[бенг.] (Tenzin Legpé Döndrup, བསྟན་འཛིན་ལེགས་པའི་དོན་གྲུབ) — (1645—1726)
3. Кунзанг Тинлей Намгьял[бенг.] (Kunzang Thinley Namgyal, ཀུན་བཟང་ཕྲིན་ལས་རྣམ་རྒྱལ) — (1727—1758)
4. Тензин Сижи Намгьял[бенг.] (Tenzin Sizhi Namgyal, བསྟན་འཛིན་སྲིད་ཞི་རྣམ་རྒྱལ) — (1759—1790)
5. Угьен Гелек Намгьял[бенг.] (Ugyen Gelek Namgyal, ཨོ་རྒྱན་དགེ་ལེགས་རྣམ་རྒྱལ) — (1791—1840)
6. Тенпай Ньима[бенг.] (Tenpai Nyima, བསྟན་པའི་ཉི་མ) — (1841—1874)
7. Тенпай Ньиндже[бенг.] (Tenpai Nyinjé, བསྟན་པའི་ཉིན་བྱེད) — (1875—1905)
8. Угьен Тинлей Дорджи[пол.] (Ugyen Thinley Dorji, ཨོ་རྒྱན་ཕྲིན་ལས་རྡོ་རྗེ) — (1906—1949)
9. Кунсанг Ригдзин Пема Намгьял[пол.] (Kunzang Rigdzin Pema Namgyal, རིག་འཛིན་པདྨ་རྣམ་རྒྱལ) — (рожд. 1955)